# 士乃机场快速公路
士乃机场快速公路（英語：Senai Airport Highway），编号为联邦16号公路，是马来西亚柔佛古来县的一条快速公路，连接士乃国际机场和士乃市区，南端可转接至联邦1号公路的士姑来快速公路前往新山。